# Condado de Aroostook
El condado de Aroostook (en inglés: Aroostook County) fundado en 1839 es un condado en el estado estadounidense de Maine. En el censo de los Estados Unidos de 2020 el condado tenía una población de 67 105 habitantes y en 2010 una densidad poblacional de 10,8 personas por milla² (4,2 por km²). La sede del condado es Houlton.

## Geografía
Según la Oficina del Censo, el condado tiene un área total de 17 687 km² (6829,0 mi²), de la cual 17 280 km² (6671,8 mi²) es tierra y 407 km² (157,1 mi²) (2.30%) es agua.

### Condados adyacentes de los Estados Unidos
- Condado de Penobscot - sur
- Condado de Washington - sureste
- Condado de Piscataquis - sur
- Condado de Somerset - suroeste

### Condados y regiones adyacentes de Canadá
- Condado de Madawaska - noreste
- Condado de Victoria - este
- Condado de Carleton - este
- Condado de York - sureste
- Bas-Saint-Laurent - norte
- Chaudière-Appalaches - noroeste

## Demografía
En el 2000 la renta per cápita promedia del condado era de $28,837, y el ingreso promedio para una familia era de $36,044. En 2000 los hombres tenían un ingreso per cápita de $29,747 versus $20,300 para las mujeres. El ingreso per cápita para el condado era de $15,033. Alrededor del 14.30% de la población estaba bajo el umbral de pobreza nacional.

## Ciudades y pueblos
| - Allagash - Amity - Ashland - Bancroft - Benedicta Township - Blaine - Bridgewater - Caribou - Cary Plantation - Castle Hill - Caswell - Chapman - Crystal - Cyr Plantation - Dyer Brook - Eagle Lake - Easton - Fort Fairfield - Fort Kent - Frenchville - Garfield Plantation - Glenwood Plantation - Grand Isle - Hamlin | - Hammond - Haynesville - Hersey - Hodgdon - Houlton - Island Falls - Limestone - Linneus - Littleton - Ludlow - Macwahoc Plantation - Madawaska - Mapleton - Mars Hill - Masardis - Merrill - Monticello - Moro Plantation - Nashville Plantation - New Canada - New Limerick - New Sweden | - Oakfield - Orient - Oxbow (plantation) - Perham - Portage Lake - Presque Isle - Reed Plantation - Saint Agatha - Saint Francis - Saint John Plantation - Sherman - Silver Ridge Township - Smyrna - Stockholm - Van Buren - Wade - Wallagrass - Washburn - Weeksboro - Westfield - Westmanland - Weston - Winterville Plantation - Woodland |